# Luis Suárez (bispo)
Luis Suárez ou Ludovicus Suarez foi um prelado católico romano que serviu como Bispo de Dragonara (1554–1580?) e Bispo Auxiliar de Toledo (1539–1554).

## Biografia
Luis Suárez nasceu em Toledo, Espanha. Em 1539, foi nomeado durante o papado de Paulo III como Bispo Auxiliar de Toledo e consagrado bispo pelo Cardeal Juan Pardo de Tavera, Arcebispo de Toledo. No dia 1 de outubro de 1554 foi nomeado, com a recomendação do Cardeal Pardo de Tavera, durante o papado de Júlio III como Bispo de Dragonara. Não se sabe quanto tempo ele serviu, embora seja nomeado o último bispo da diocese. A diocese foi suprimida em 1580. Algumas fontes afirmam que ele era natural de Burgos, onde se tornou frade da Ordem das Mercês, e que foi promovido à diocese de Alghero, na Sardenha, onde faleceu. Enquanto bispo, foi o principal co-consagrador de Francisco Delgado López, Bispo de Lugo (1562).